# İsa Yusuf Alptekin
İsa Yusuf Alptekin (uigurisch ئەيسا يۈسۈپ ئالپتېكىن ʿĪsa Yūsuf Alp-Tekin, chinesisch 艾萨·玉素甫·阿布甫泰肯 Àisà Yùsùfǔ Ābùfǔtàikěn; * 1901 in Yengisar, Kaschgar, China; † 17. Dezember 1995 in Istanbul, Türkei), in China als Ai Sha (chinesisch 艾沙伯克 àishābókè) bekannt, war ein uigurischer Politiker, der ab 1949 im Exil lebte und von dort aus bis zu seinem Tod die uigurische Unabhängigkeitsbewegung führte. In den Jahren 1933 und 1934 war er Generalsekretär der Nationalversammlung der kurzlebigen und instabilen „Islamischen Republik Ostturkestan“. Zugleich vertrat er die Republik während ihrer Existenzzeit als Repräsentant in Nanjing.
Nachdem er 1949 zunächst im indischen Teil Kaschmirs Zuflucht gesucht hatte, floh er 1954 in die Türkei. Dort erlangte er schließlich auch die türkische Staatsangehörigkeit. Alptekin starb am  17. Dezember 1995 in Istanbul im Alter von 94 Jahren. An der feierlichen Trauerprozession nahmen etwa eine Million Menschen teil.
İsa Alptekin ist der Vater des in Deutschland lebenden Exilpolitikers Erkin Alptekin.